# پرورش گوزن

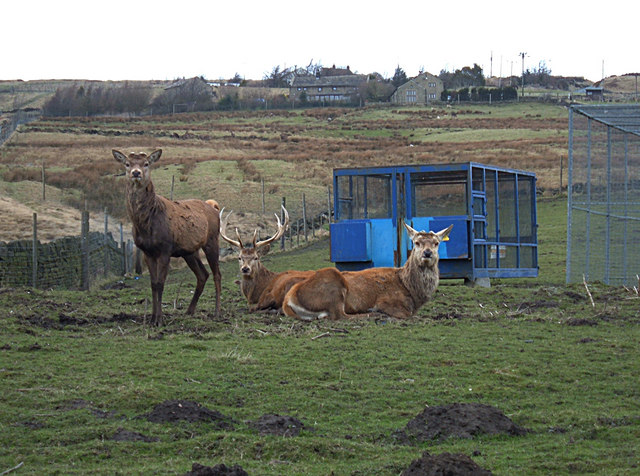
مزرعه پرورش گوزن شمالی

پرورش گوزن (از لحاظ فنی یک مزرعه) قطعه‌ای حصارکشی‌شده از زمینی مناسب برای چرای دام است که پر از گونه‌های گوزن مانند واپیتی، موس، گوزن شمالی یا به ویژه گوزن دم‌سفید است که به عنوان دام پرورش داده می‌شود.
نیوزلند بزرگ‌ترین تامین‌کننده گوشت گوزن پرورش‌یافته در مزرعه است. تا تاریخ ۲۰۰۶، نیوزلند تقریباً ۳۵۰۰ مزرعه گوزن فشرده داشت که دارای برآورد ۱٫۷ میلیون گوزن بود.

## ترس از بیماری نابودی مزمن
از آنجایی که بیماری هدررفت مزمن (CWD)، یک آنسفالوپاتی اسفنجی‌شکل انتقال‌پذیر شبیه به بیماری جنون گاوی، می‌تواند از جمعیت وحشی گوزن به گوزن پرورشی منتقل شود، ترس از آلودگی منابع غذایی وجود داشته است.
اخیراً، از سال ۲۰۱۴، موارد CWD هم در گوزن‌های پرورشی و هم وحشی در ایالات متحده و غرب کانادا یافت شده است.